# 爱德华·奥古斯特·冯里格尔
爱德华·奥古斯特·冯里格尔（Eduard August von Regel，1815年8月13日—1892年4月15日）为德国园艺学家及植物学家。他曾担任俄罗斯圣彼得堡植物园园长。他描述与命名了许多来自全世界的未知物种。